# الاتجار بالبشر في سوريا
اعتبارًا من منتصف عام 2024، لم تصادق سوريا على بروتوكول منع وقمع ومعاقبة الاتجار بالأشخاص وخاصة النساء والأطفال لعام 2000.
أُدرجت سوريا ضمن «الفئة الثالثة» في تصنيف مكتب مراقبة ومكافحة الاتجار بالأشخاص التابع لوزارة الخارجية الأمريكية في عام 2017 وفي عام 2023، مشيرًا إلى أنّها كانت واحدة من بين إحدى عشرة دولة وثِّق فيها انتهاج السلطات الحكومية لسياسات أو أنماط تدل على الاتجار بالبشر.
في السنوات التي سبقت اندلاع الثورة السورية، وبالتحديد في عام 2008، كانت سوريا مقصدًا وبلد عبور للنساء والأطفال الذين وقعوا ضحية للاتجار، سواء بقصد الاستغلال الجنسي التجاري أو السخرة. وقد أشارت التقارير إلى أن عددًا كبيرًا من النساء والأطفال من اللاجئين العراقيين في سوريا، والذين كان عددهم آخذ بالارتفاع آنذاك، قد وقعوا ضحية للاستغلال الجنسي التجاري على يد عصابات عراقية، أو على يد عائلاتهم في بعض الحالات. كما وقعت النساء اللواتي قدمن من الصومال وأوروبا الشرقية ضحية للاتجار بعد أن وجدن أنفسهن في أتون الاستغلال الجنسي التجاري. أمَّا النساء الأجانب اللاتي جرى استقدامهن للعمل كراقصات في الملاهي الليلية، فقد كنّ مقيدات الحركة، ومُنعن من مغادرة أماكن عملهن دون إذن، وصودرت جوازات سفرهن، وهي جميعها دلائل على تعرُّضهن للعبودية القسرية. ويُحتمل أن بعضهن أُجبِر على امتهان الدعارة. وتشير الشهادات إلى أن سوريا خلال حكم آل الأسد أضحت وجهة للسواح الجنسيين القادمين من دول أخرى في المنطقة. وعلاوةً على ذلك، استُقدمت نساء من إندونيسيا والفلبين وإثيوبيا وسيراليون للعمل كخادمات منزليات في سوريا، غير أن بعضهن تعرضن لأوضاع تندرج تحت خانة العبودية القسرية، حيث أُجبرن على العمل لساعات طوال دون أجر، وحُرمن من جوازات سفرهن، وفُرضت عليهن قيود على التنقل، وتعرضن للتهديد بل وللاعتداء الجسدي أو الجنسي. كذلك يُحتمل أن سوريا كانت حينها محطة عبور للنساء والفتيات العراقيات اللواتي جرى تهريبهن إلى الكويت والإمارات العربية المتحدة ولبنان بغرض الاستغلال الجنسي القسري. لم يمتثل نظام الأسد بأدنى المعايير الهادفة إلى القضاء على الاتجار بالبشر، ولم يبذل جهودًا تُذكر في هذا الصدد. وأخفق نظام الأسد مرارًا في تقديم أي تقارير عن جهود إنفاذ القانون لمعاقبة مرتكبي جرائم الاتجار بالبشر. بل لم يُقدّم أي خدمات لحماية لضحايا جرائم الاتجار بالبشر، وقد يكون قد عمد إلى اعتقالهم أو ملاحقتهم قضائيًا أو حتى ترحيلهم بتهمٍ تتعلق بالدعارة أو مخالفة قوانين الهجرة.